# Евгеньев-Максимов, Владислав Евгеньевич
Владислав Евгеньевич Евгеньев-Максимов (настоящая фамилия Максимов; 6 (18) сентября 1883, Демидовка, Курская губерния, Российская империя — 1 января 1955, Ленинград, СССР) — русский и советский литературовед, педагог, профессор Ленинградского государственного университета.

## Биография
Сын Евгения Дмитриевича Максимова-Слобожанина (1858—1927), учителя-народника, создателя педагогической системы обучения крестьянских детей, энтузиаста и организатора кооперативного движения в России. Мать — Татьяна Андреевна Максимова (Снежко). Младший брат Дмитрий Максимов (1905—1987) — литературовед, исследователь творчества А. Блока и символистов,  М.Ю.Лермонтова , поэт (пс. — Иван Игнатов, Игнатий Карамов).
Окончил историко-филологический факультет Петербургского университета (1906). Работал учителем в Царскосельском реальном училище, уволен за организацию литературного вечера, где была прочитана некрасовская «Железная дорога». Затем в народном университете общества народных университетов; читал лекции в просветительских учреждениях. Работа в независимых народных учебных заведениях была его программным убеждением. В 1916—1917 годах преподавал в народном университете имени Л. И. Лутугина, в 1918—1919 годах в Невском рабочем университете. В 1919—1920 годах заведовал детской колонией в Любани. В 1921 году организовывал юбилей Н. А. Некрасова. В 1922—1933 годах был директором 221 школы имени Н. А. Некрасова в Петрограде — Ленинграде, на Васильевском острове. Тут же была и квартира, в которой он жил до смерти. В 1923—1924 годах создал некрасовскую выставку, сначала учебную, затем музейно-мемориальную, из которой сформировался Музей-квартира Некрасова на Литейном проспекте, 36 в Ленинграде. Был инициатором создания Мемориального музея Некрасова в Карабихе.
С 1920 (по другим данным с 1924) года преподаватель, с 1934 года профессор Ленинградского университета. Читал спецкурс по жизни и творчеству Н. А. Некрасова. 
Доктор филологических наук (1937). Старший научный сотрудник Института русской литературы (Пушкинский Дом) Академии наук СССР.
В годы Второй мировой войны, с весны 1942 года, жил в Саратове в эвакуации. Богатый личный архив ученого погиб. Как участник войны награжден двумя медалями. После войны руководил кафедрой истории русской журналистики в ЛГУ.
Похоронен на Литераторских мостках Волкова кладбища в Ленинграде.

## Научная деятельность
Уже в гимназии обнаружил интерес к изучению наследия Н. А. Некрасова. Печатался с 1902 года. Свое отчество сделал частью фамилии. Основные труды базируются на тщательном сборе архивных источников и посвящены главным образом жизни и творчеству Некрасова, а также истории русской литературы и журналистики (статьи о Салтыкове-Щедрине, Чернышевском, Добролюбове, Герцене, Достоевском, Гл. Успенском, Гончарове, В. Слепцове, И. Омулевском, М. Антоновиче, Н. Полевом и др.). Участвовал в подготовке полного собрания сочинений Некрасова. Как критик в конце 1920-х гг. писал о Д. Бедном, Л. Леонове, Н. Ляшко, Л. Сейфуллиной.
К. И. Чуковский в 1950-х годах вспоминал о коллеге: «Особенно страстно взялся за раскопки некрасовских рукописей молодой петербургский учитель (ныне маститый ленинградский профессор Владислав Евгеньевич Евгеньев-Максимов). Неутомимо отыскивал он всевозможные документы и рукописи, имеющие какое-то ни было отношение к Некрасову: и цензурные отзывы о том или другом стихотворении поэта, черновики его рукописей, его деловые бумаги, его письма к друзьям и их неизданные воспоминания о нём, словом, всё то, что так или иначе могло осветить для читателей жизнь и творчество великого автора».
Автор учебных пособий для учителей. В 1913 году в соавторстве с С. Золотаревым написал фундаментальный учебник русской литературы. «Рабочая книга по литературе» в конце 1920-х — начале 1930-х годов была принята в качестве школьного учебника. Ему принадлежат книги «Некрасовские дни в школе» (1927), «Некрасов в школе» (1938, 1946), альбом «Н. А. Некрасов в портретах и иллюстрациях» (1938, 1950 и 1955).

### Основные работы
- Литературные дебюты Н. А. Некрасова.- СПб., 1908
- Николай Алексеевич Некрасов. Сборник статей и материалов. — СПб., 1914
- Очерк истории новейшей русской литературы. — Л.; М., 1925—1927 (4 издания)
- В тисках реакции. К столетию рождения М. Е. Салтыкова-Щедрина. — М.; Л., Госиздат, 1926
- Очерки по истории социалистической журналистики в России XIX века. — Л., 1927
- Некрасов как человек, журналист и поэт. — Л., 1928
- Из прошлого русской журналистики. — Л., 1930
- «Современник» в 40—50-х гг. от Белинского до Чернышевского. — Л., 1934
- «Современник» при Чернышевском и Добролюбове. — Л., 1936
- Некрасов в кругу современников. — Л., 1938
- Последние годы «Современника». 1863—1866. — Л., 1939
- Из прошлых лет // Звезда. 1941. № 4
- Патриотические и героические мотивы в поэзии Н. А. Некрасова. — [Ярославль]: Яросл. обл. изд., 1942
- Некрасов и Петербург. — Л., 1947
- Жизнь и деятельность Н. А. Некрасова, т. 1—3. — Л., 1947—52
- Творческий путь Н. А. Некрасова. — Л., 1953
- Из прошлого. Записки некрасоведа // Некрасовский сборник. VII. — Л.: Наука, 1980
- Черные дни Ленинграда. Воспоминания // Звезда. 2011. № 2 (блокадные мемуары)

## Награды
- Медаль «За оборону Ленинграда»,
- Медаль «За доблестный труд в Великой Отечественной войне 1941—1945 гг.».